# Rudivka, Svatove
Rudivka (în ucraineană Рудівка) este localitatea de reședință a comunei Rudivka din raionul Svatove, regiunea Luhansk, Ucraina.

## Demografie
Componența lingvistică a localității Rudivka
     Ucraineană (96,16%)
     Rusă (3,24%)
     Alte limbi (0,6%)
Conform recensământului din 2001, majoritatea populației localității Rudivka era vorbitoare de ucraineană (96,16%), existând în minoritate și vorbitori de rusă (3,24%).